# USS Valley Forge (CV-45)
La USS Valley Forge (codici e numeri d'identificazione CV/CVA/CVS-45, LPH-8) è stata una delle 24 portaerei della classe Essex, costruita durante la seconda guerra mondiale per la United States Navy, la marina militare degli Stati Uniti d'America. Fu la prima nave dell'Armata a portare questo nome, in onore di Valley Forge, il posto dell'accampamento dell'Esercito Continentale del generale George Washington nel 1777-1778. La Valley Forge entrò in servizio nel novembre 1946, troppo tardi per essere impiegata nella Seconda Guerra Mondiale
Come molte delle portaerei sue simili è stata messa fuori servizio poco dopo la fine della guerra, ma fu modernizzata e rimessa in servizio nel 1950 e ridenominata come portaerei d'attacco (CVA), come portaerei antisommergibile (CVS) e come nave d'assalto anfibio (LPH). Partecipò alla Guerra di Corea, ma operò il resto della sua carriera nell'Atlantico, nei Caraibi e nel Mar Mediterraneo. È stata la nave di salvataggio più importante per la prima missione spaziale con l'equipaggio del programma Mercury. Dopo la trasformazione come nave d'assalto servì ampiamente nella guerra del Vietnam. Alla Valley Forge sono state assegnate otto service star per il suo servizio nella Guerra di Corea e nove nella guerra del Vietnam e tre Navy Unit Commendation.
Fu dismessa nel 1970 e venduta come rottami nel 1971.